# Željeznička pruga Banova Jaruga – Pčelić
Željeznička pruga Pčelić – Daruvar – Banova Jaruga je dio prijevozne željezničke mreže Hrvatskih željeznica.

## Povijest
Željezničku prugu od Barče do Pakraca je gradilo društvo Vicinalna željeznica Barč – Pakrac. Koncesiju je 3. ožujka 1884. dobio Heinrich Benies, koju je kasnije ugovorom od 10. svibnja 1884. preuzelo Carsko kraljevsko povlašteno društvo Južnih željeznica.
Dionica pruge od Barče do Pakraca je otvorena 18. kolovoza 1885., a dionica pruge od Banove Jaruge do Pakraca 29. studenoga 1897.
Drugu dionicu izgradilo je dioničko društvo Parovozna (gözmozdony) lonjskopoljska željeznica. Ista je tek 1932. prešla pod državne željeznice.
Dana 16. svibnja 2010. u 19 sati u Daruvaru je ispraćen zadnji vlak prije privremenoga zatvaranja pruge. Od 17. svibnja 2010. u 9 sati privremeno je zatvorena za promet dionica pruge od Sirača do Pčelića. Iako je privremeno zatvaranje bilo planirano do 11. prosinca 2010., isto se još iskazivalo u voznom redu za razdoblje od 9. prosinca 2012. do 14. prosinca 2013.
Od 6. svibnja 2013. pruga je ponovno otvorena za promet od Banove Jaruge do Daruvara.
Nadnevka 24. travnja 2014. u 20:42 ispraćen je posljednji putnički vlak iz Daruvara do Banove Jaruge, od Pakraca neprekidno trubeći do željezničkoga kolodvora u Lipiku punih 7 minuta u znak sjećanja da je on taj posljednji putnički vlak na pruzi.

## Duljina prugâ
- 91,6 km – Barča – Pakrac
- 29,6 km – Banova Jaruga – Pakrac